# スキピオ・アシアティクス
ルキウス・コルネリウス・スキピオ・アシアティクス（ラテン語: Lucius Cornelius Scipio Asiaticus、アグノーメンはAsiagenesともAsiagenusとも、生没年不詳）は、第二次ポエニ戦争後期およびローマ・シリア戦争で活躍した共和政ローマの政治家、軍人。父はプブリウス・コルネリウス・スキピオ、兄には父と同名のプブリウス（後のスキピオ・アフリカヌス）がおり、スキピオ・アシアティクスと称される。
以下、混乱を避けるため本項人物を「アシアティクス」、兄を「アフリカヌス」と記す。

## 経歴
第二次ポエニ戦争後期に兄アフリカヌスとともに参戦。クルスス・ホノルムとしては恐らく紀元前195年にアエディリス・クルリス（上級按察官）に当選し、紀元前193年にはプラエトル（法務官）に選出される。
紀元前190年にアフリカヌスの腹心ガイウス・ラエリウスと共に執政官（コンスル）職に当選する。セレウコス朝のアンティオコス3世との戦いに当てるには頼りないと思われていたが、兄アフリカヌスがサポートすることを約束し担当することになる。フロンティヌスによれば、降り続く雨で敵が疲弊して戦意喪失し、更に弓の弦が湿って使い物にならなくなっていることを見抜いたアフリカヌスは、弟に決戦を促し勝利したという。そして、兄がアフリカでの活躍で「アフリカヌス」の称号を授かったように、弟である彼もアシア（現在の小アジア）での活躍により「アシアティクス」の称号を授かり、翌紀元前189年、プロコンスルとして凱旋式挙行の栄誉を受ける。
しかしながら、スキピオ弾劾の表舞台に立たされる。マルクス・ポルキウス・カト・ケンソリウス（大カト）などの反スキピオの元老院議員により、アシアティクスは金銭の横領の咎で告発され、それがアフリカヌスの弾劾にまで広がる。そして紀元前183年にアフリカヌスが没するとアシアティクスは投獄されてしまう。最後はティベリウス・センプロニウス・グラックス・マイヨルの働きかけもあって釈放され、横領したとされる金銀は見つからなかったという。没年は詳しくは分かってはいない。

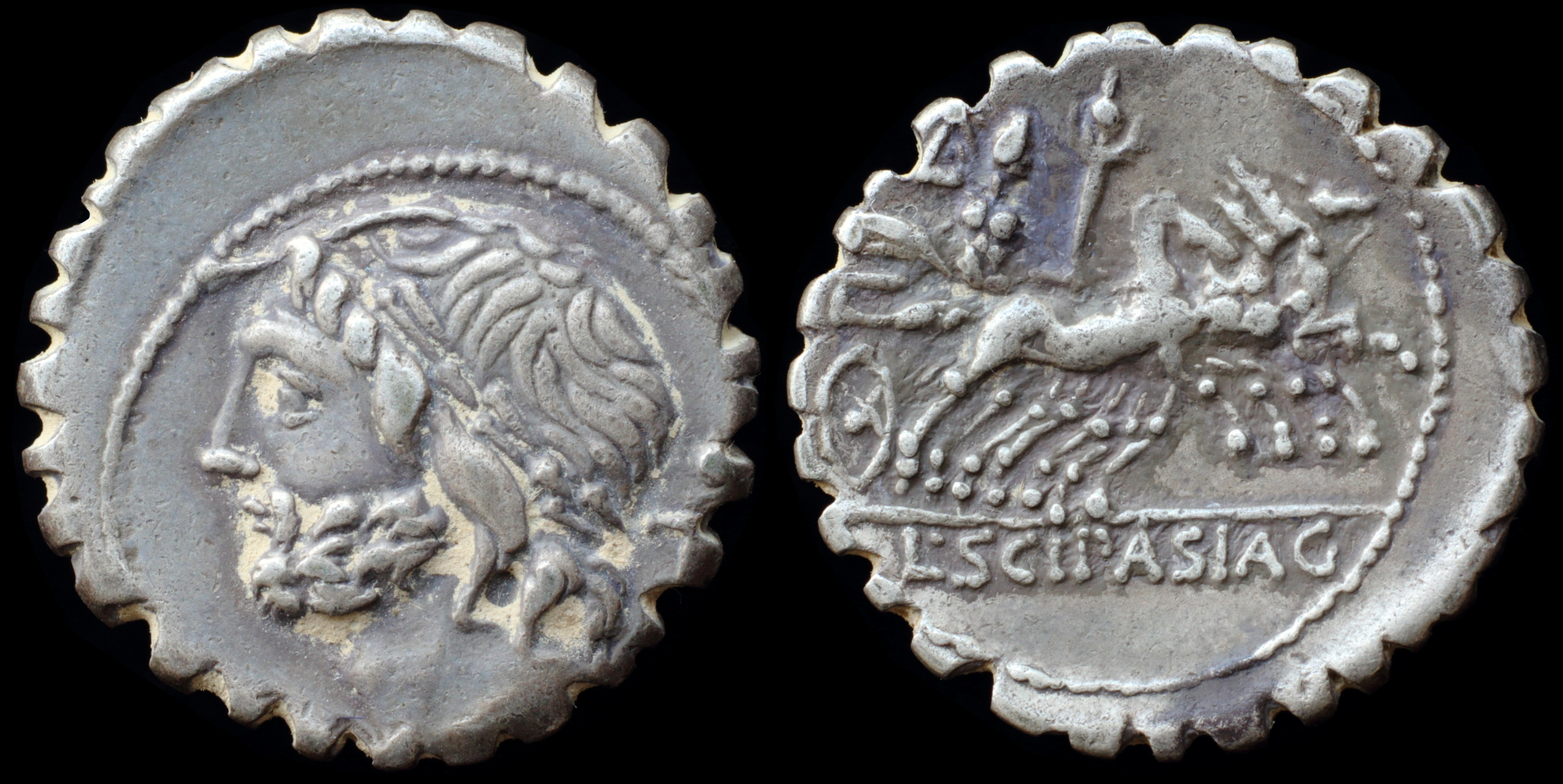
子孫の鋳造したデナリウス銀貨。L. Scip Asiagと刻まれている

## 家族
- 父：プブリウス・コルネリウス・スキピオ
- 兄：スキピオ・アフリカヌス